# Archepandemis
Genre
Archepandemis est un genre de lépidoptères (papillons) de la famille des Tortricidae originaire du Canada.

## Liste des espèces
Selon GBIF (22 mars 2024) :
- Archepandemis borealis (Freeman, 1965) - espèce type
- Archepandemis coniferana Mutuura, 1978
- Archepandemis morrisana Mutuura, 1978

## Classification
Le nom valide complet (avec auteur) de ce taxon est Archepandemis Mutuura (d), 1978,. Son espèce type est Archepandemis borealis.

## Publication originale
- (en) Akira Mutuura, « A New Genus of Coniferophagous Tortricidae, and Two New Species (Lepidoptera: Tortricidae) », The Canadian Entomologist, Ottawa, Société d'entomologie du Canada, vol. 110, no 6,‎ 1er juin 1978, p. 569-574 (ISSN 0008-347X et 1918-3240, OCLC 01553087, DOI 10.4039/ENT110569-6).